# Hysteropterum juniperi
Hysteropterum juniperi är en insektsart som beskrevs av De Bergevin 1915. Hysteropterum juniperi ingår i släktet Hysteropterum och familjen sköldstritar. Inga underarter finns listade i Catalogue of Life.